# 1. division (Eishockey) 1968/69
Die Saison 1968/69 war die zwölfte Spielzeit der 1. division, der höchsten dänischen Eishockeyspielklasse. Meister wurde zum ersten Mal in der Vereinsgeschichte überhaupt der Esbjerg IK. AaB Ishockey stieg in die zweite Liga ab.

## Modus
In der Hauptrunde absolvierte jede der acht Mannschaften insgesamt 14 Spiele. Der Erstplatzierte der Hauptrunde wurde Meister. Der Letztplatzierte stieg in die zweite Liga ab. Für einen Sieg erhielt jede Mannschaft zwei Punkte, bei einem Unentschieden gab es einen Punkt und bei einer Niederlage null Punkte.

## Hauptrunde
|    | Klub                 | Sp | S  | U | N  | T  | GT  | Punkte |
| -- | -------------------- | -- | -- | - | -- | -- | --- | ------ |
| 1. | Esbjerg IK           | 14 | 12 | 0 | 2  | 96 | 33  | 24     |
| 2. | Gladsaxe SF          | 14 | 11 | 1 | 2  | 93 | 15  | 23     |
| 3. | Vojens IK            | 14 | 10 | 0 | 4  | 90 | 55  | 20     |
| 4. | Rødovre Mighty Bulls | 14 | 9  | 1 | 4  | 71 | 45  | 19     |
| 5. | Rungsted IK          | 14 | 6  | 2 | 6  | 56 | 51  | 14     |
| 6. | KSF Kopenhagen       | 14 | 3  | 0 | 11 | 32 | 73  | 6      |
| 7. | Herning IK           | 14 | 2  | 1 | 11 | 35 | 89  | 5      |
| 8. | AaB Ishockey         | 14 | 0  | 1 | 13 | 24 | 136 | 1      |

Sp = Spiele, S = Siege, U = unentschieden, N = Niederlagen, T = Tore, GT = Gegentore